# Селенид тетрапалладия
Селенид тетрапалладия — бинарное неорганическое соединение
палладия и селена
с формулой Pd4Se,
кристаллы.

## Получение
- Сплавление стехиометрических количеств чистых веществ:

{\displaystyle {\mathsf {4Pd+Se\ {\xrightarrow {544^{o}C}}\ Pd_{4}Se}}}

## Физические свойства
Селенид тетрапалладия образует кристаллы
тетрагональной сингонии,
пространственная группа P 421c,
параметры ячейки a = 0,52324 нм, c = 0,56470 нм, Z = 2
.